# National Labor Relations Act
National Labor Relations Act of 1935 (NLRA, Ustawa o Krajowych Stosunkach Pracowniczych), Ustawa Wagnera – jedna z głównych ustaw prawa pracy Stanów Zjednoczonych, tworząca ramy prawne dla funkcjonowania związków zawodowych w tym kraju. Zagwarantowała prawo pracowników sektora prywatnego do dobrowolnego zrzeszania się w reprezentatywnych związkach zawodowych, mających wyłączność na prowadzenie negocjacji zbiorowych, oraz powołała do istnienia National Labor Relations Board (NLRB, Krajową Radę Stosunków Pracowniczych). Przywileje te nie obejmują m.in. pracowników federalnych (objętych ustawą CSRA), służb mundurowych i kadr kierowniczych. Prawo zostało uzupełnione w 1947 r. przez ustawę LMRA.
Prawo to dzieli gospodarkę na „jednostki negocjacyjne” (bargaining units), w których tylko jeden związek zawodowy, wybrany w głosowaniu pracowniczym, ma wyłączność na reprezentację pracowników w negocjacjach zbiorowych. Porozumienia zbiorowe zawarte wskutek takich negocjacji są wiążące. Spory mogą być rozstrzygane z udziałem mediacyjnym NLRB.
Historycy zwracają uwagę na pewne wady tej ustawy, wynikające z kontekstu historycznego. W latach 30. dwudziestego wieku powszechny był antagonizm między pracownikami a pracodawcami, oraz pomiędzy konkurencyjnymi związkami zawodowymi. NLRA, mając na celu uregulowanie tych problemów, przyznała pojedynczym związkom zawodowym monopol na działanie w obrębie zakładów pracy. Zabroniła też tworzenia związków kontrolowanych przez pracodawców, co paradoksalnie utrwaliło antagonistyczny model stosunków pracowniczych – nie ma wskutek tego podstaw prawnych dla tworzenia organizacji pracowniczych służących kooperacji w miejscu pracy, takich jak spopularyzowane w późniejszych dekadach rady pracownicze i koła jakości (wraz z całym modelem kaizen). Przyznała także związkom zawodowym głównie przywileje pozwalające na negocjowanie płac, ograniczając inne ich funkcje, oraz prawo do legalnego strajku. Luka w prawie pozwala również pracodawcom trwale zastępować legalnie strajkujących pracowników, de facto umożliwiając ich zwolnienie.